# Fred L. Blackmon
Frederick Leonard "Fred L." Blackmon, född 15 september 1873 i Polk County i Georgia, död 8 februari 1921 i Bartow i Florida, var en amerikansk politiker (demokrat). Han var ledamot av USA:s representanthus från 1911 fram till sin död.
År 1911 efterträdde Blackmon William Benjamin Craig som kongressledamot. Blackmon avled 1922 i ämbetet och gravsattes på Hillside Cemetery i Anniston i Alabama.